# Valantia muralis
Valantia muralis là một loài thực vật có hoa trong họ Thiến thảo. Loài này được L. miêu tả khoa học đầu tiên năm 1753.

## Hình ảnh

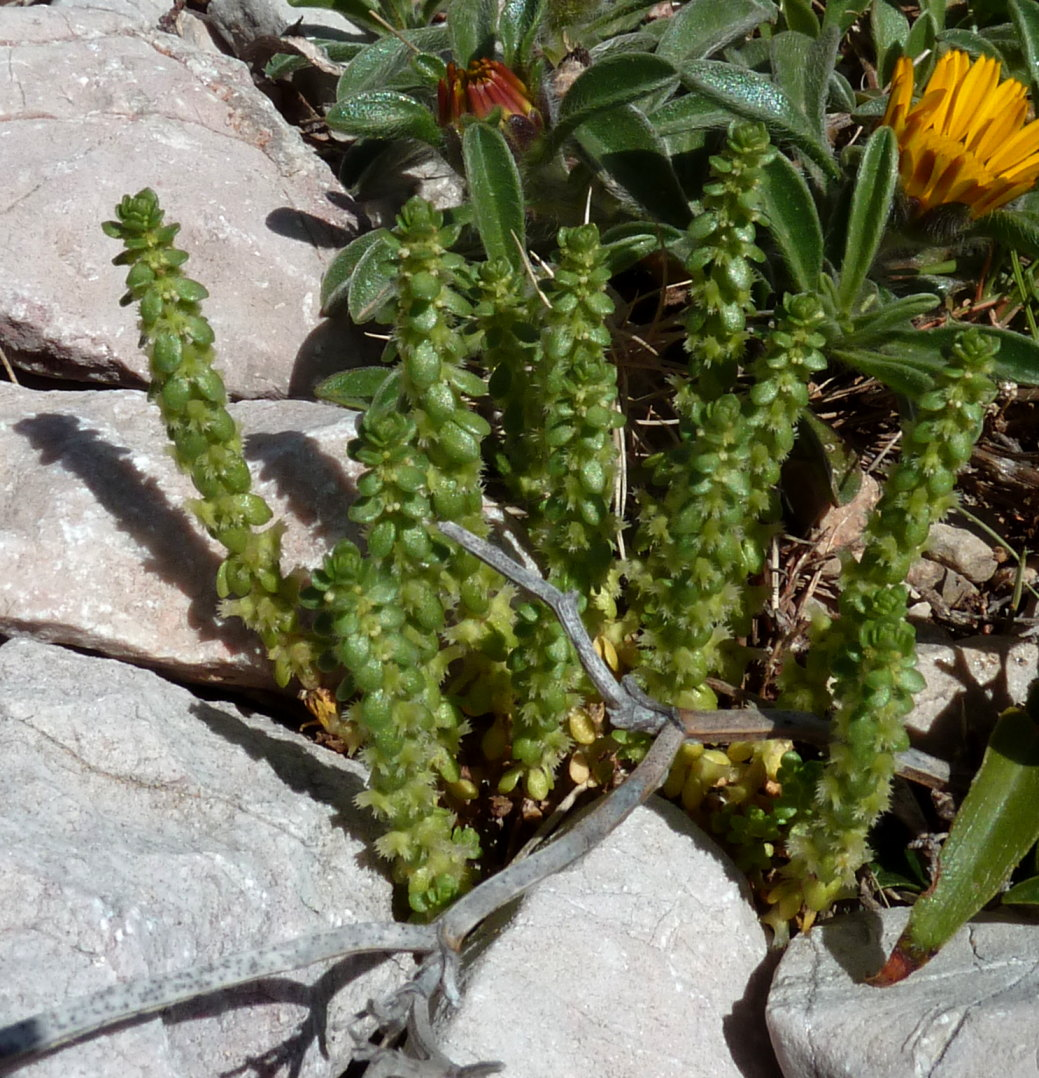